# Prvenstvo Anglije 1919
Prvenstvo Anglije 1919 v tenisu.

## Moški posamično
Gerald Patterson :  Norman Brookes, 6-3, 7-5, 6-2

## Ženske posamično
Suzanne Lenglen :  Dorothea Lambert-Chambers, 10-8, 4-6, 9-7

## Moške dvojice
Pat O'Hara-Wood /  Ron Thomas :  Rodney Heath /  Randolph Lycett, 6–4, 6–2, 4–6, 6–2

## Ženske dvojice
Suzanne Lenglen /  Elizabeth Ryan :  Dorothea Lambert-Chambers /  Ethel Larcombe, 4–6, 7–5, 6–3

## Mešane dvojice
Elizabeth Ryan /  Randolph Lycett :  Dorothea Lambert-Chambers /  Albertem Prebble, 6–0, 6–0